# Max Marchand
Max Marchand (Ámsterdam, 24 de noviembre de 1888-Baarn, 1957) fue un jugador de ajedrez neerlandés, activo localmente en el centro y norte de Europa desde la Primera Guerra Mundial hasta los años 1920.

## Resultados destacados en competición
Durante la Guerra Mundial solo jugó en los Países Bajos y Dinamarca, países neutrales. En 1915 fue segundo en Ámsterdam y en Róterdam, y ganó en Scheveningen. En 1916 empató para los puestos 2.º al 4.º, tras Paul Johner, en Copenhague (9.º Campeonato de ajedrez Nórdico), y ganó en Ámsterdam. En 1917 fue tercero en Scheveningen y al año siguiente ganó en Ámsterdam y en Arnheim, ocupó la tercera plaza en Bolduque y empató para los lugares 5.º-6.º en Scheveningen (el campeón fue Rudolf Loman).
Después de la guerra, ganó el Campeonato de los Países Bajos de 1919 en La Haya. Ese año fue primero contra Richard Réti en Ámsterdam, noveno en Hastings (donde el ganador fue José Raúl Capablanca), empató para los puestos 3.º y 4.º en Scheveningen y para el 2.º y 3.º en otro torneo en Ámsterdam. En 1920 empató para el 2.º y 3.º puesto en Bromley, tras George Alan Thomas, fue quinto en Ámsterdam (que ganó Réti), cuarto en el Cuadrangular de Ámsterdam (donde venció Max Euwe) así como cuarto en Gotemburgo —con victoria de P.Johner— y en Scheveningen.